# Кашин-Оболенский, Иван Иванович Сухой
Ива́н Ива́нович Ка́шин-Оболе́нский по прозванию Сухо́й (Су́щ) († 04 февраля 1565) — князь, голова и воевода в правление великого князя и царя Ивана Васильевича Грозного.
Сын князя Ивана Васильевича Глухого Кашина-Оболенского († после 1527).
Братья — князья Юрий, Пётр, Фёдор и Андрей Ивановичи Кашины-Оболенские.

## Биография
Участвовал в крымском походе (1541). Второй воевода в Костроме (1549). Числился по Оболенску в 1-й статье и пожалован в московское дворянство (1550). Воевода левой руки в Калуге (1551). Голова в Царском полку в Казанском походе, послан с сеунчем об одержанной победе в схватке с князем Епанчей под Казанью (1552). Назначен Государём одним из выборных голов в его собственный полк (1552). В походе из Казани к Нижнему Новгороду был 1-м воеводой Сторожевого полка (октябрь 1552). Голова для посылок в Государевом полку, во время путешествия царя в Серпухов (июнь 1556). Воевода в Калуге (сентябрь 1556), в это же время 2-й воевода Передового полка. В походе из Мценска — 1-й воевода передового полка, перед эти 2-м воевода правой руки (1557). По росписи 2-й воевода левой руки (26 марта 1558), потом 2-й воевода в Калуге. В виду нашествия хана Девлет-Герея назначен 2-м воеводой Ертоульного полка (1559). в Ливонском походе из Пскова к Алысту — 3-й воевода Большого полка (1560). В полоцком походе состоял при Государе (1562).
Обвиненный в измене, а также в убийстве царицы Анастасии Романовны, казнён, по приказанию Ивана Грозного, (04 февраля 1565). Упомянут в синодике опальных. Его гибель в начале опричнины вероятно связана с трагической смертью его старшего брата Юрия Ивановича, казненного за измену († январь 1564).

## Упоминания в исторических документах

### Официальная летопись
Той же зимой, в феврале месяце, повелел царь казнить за измену боярина князя Александра Борисовича Горбатого и его сына, князя Петра, и окольничего Петра Петровича Головина, и князя Ивана Ивановича Сухого-Кашина, …
Оригинальный текст (рус.)Тоя же зимы, Өевраля мѣсяца, повелелѣ царь и великій князь казнити смертною казнью за великіе ихѣ измѣнные дѣла боярина князя Олександра Борисовича Горбатово да сына его князя Петра, да околничево Петра Петрова сына Головина, дя князя Ивана княже Иванова сына Сухово-Кашина, ...
— Никоновская летопись из ПСРЛ (Полное собрание русских летописей), т. XIII, ч. II, стр. 395

### Курбский А. М.«История о великом князе Московском»
И в ту же ночь он велел убить своего боярина князя Юрия, по прозванию Кашина, когда тот также шел в церковь на утреннюю молитву. И зарезан был на самом пороге церкви, и залили весь церковный пол святою кровью. Потом убит был брат этого Юрия, Иван.
Оригинальный текст (рус.)И тое же нощи убити повелѣл сниглита своего князя Юрья, глаголемаго Кашина, такоже ко церкви грядуща на молитву утреньнюю. И закланъ на самом празе церковном, и наполниша помость церковны весь кровию его святою. Потом убиенъ того Юрья братъ, князь Иоан.
— 1570-е годаПолный текст